# Mastigimas drepanodis
Mastigimas drepanodis (лат.) — вид мелких листоблошковых рода Mastigimas из семейства Calophyidae.

## Распространение
Южная Америка: Бразилия.

## Описание
Мелкие полужесткокрылые насекомые (около 5 мм; от 4,87 до 6,33 мм). Внешне похожи на цикадок, задние ноги прыгательные. Спина от соломенного цвета до охристого, снизу от беловатого до желтоватого. У самцов темно-коричневые или чёрные пятна на темени латерально и на вершинах, затылке, переднеспинке, на мезопрескутуме посередине, на мезоскутуме с четырьмя продольными полосами и узкой тёмной полосой, идущей от края переднеспинки к основанию переднего крыла и вдоль брюшка, за исключением беловатой субгенитальной пластинки. Глаза коричневые, глазки оранжевые. Скапус усиков и педицель коричневые, жгутик почти чёрный. Переднее крыло прозрачное, с коричневыми жилками и светлой или тёмной птеростигмой; задние крылья прозрачные, костальная жилка светло-коричневая. Передние и средние ноги светло-коричневые с более тёмными пятнами на бёдрах. Бёдра и вертлуги задних ног от коричневых до темно-коричневых.  Взрослые особи и нимфы питаются, высасывая сок растений из флоэмы. Передние перепончатые крылья в состоянии покоя сложены крышевидно. Антенны 10-члениковые.

## Таксономия и этимология
Вид был впервые описан в 2013 году швейцарским колеоптерологом Даниэлем Буркхардтом (Naturhistorisches Museum, Базель, Швейцария) и его коллегами из Бразилии (Dalva L. Queiroz) и Польши (Jowita Drohojowska). Видовое название происходит от греческого слова δρεπανώδης (серповидный) и относится к серповидной форме терминалий самки.